# Mar delle Salomone

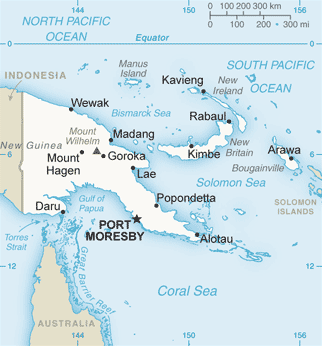
Posizione del mare delle Salomone

Il mare delle Salomone è una sezione dell'oceano Pacifico.

## Caratteristiche fisiche
Il mare delle Salomone è delimitato a ovest dal sud-est dell'isola della Nuova Guinea, a nord dall'isola della Nuova Britannia, a est dall'arcipelago delle Isole Salomone (diviso tra Isole Salomone e Regione autonoma di Bougainville) e a sud dalle Isole Louisiade.
Il mare comunica a sud con il mar dei Coralli e a nord-ovest con il mar di Bismarck. 
Copre una superficie di circa 720.000 km² ed è costituito dal bacino della Nuova Britannia a nord e dal bacino delle Salomone a sud. A settentrione raggiunge una profondità massima di 9140 metri nella  fossa della Nuova Britannia. Nella parte occidentale affiorano le Isole di D'Entrecasteaux.
La città principale che si affaccia sulle sue coste è Honiara capitale delle isole Salomone.

## Storia
Nelle acque del mare delle Salomone e sulle isole che vi si affacciano si combatterono numerose battaglie tra le forze alleate e quelle giapponesi nel corso della seconda guerra mondiale.